# 김윤아
김윤아(金倫我, 1974년 3월 11일 ~ )는 대한민국의 모던 록 밴드 자우림의 가수이자 싱어송라이터이다.

## 학력
- 서울대곡초등학교 (졸업)
- 개원여자중학교 (졸업)
- 경기여자고등학교 (졸업)
- 성신여자대학교 심리학과 (명예졸업)

## 음반 목록

### 정규 음반
- 1집 Shadow Of Your Smile (2001년)
- 2집 유리가면 (2004년)
- 3집 315360 (2010년)
- 4집 타인의 고통 (2016년)
- 5집 관능소설 (2024년)

### 사운드 트랙
- 《봄날은 간다》 (2001년)
- 〈프리지아〉 (2007년)
- 〈자각몽〉 (2015년)
- 〈길〉 (2016년)
- 〈목소리〉 (2017년)
- 〈눈물 아닌 날들〉 (2018년)
- 〈나인 너에게〉 (2018년)

### 디지털 싱글
- 〈키리에〉 (2016년)
- 〈안녕〉 (2016년)
- 〈유리〉 (2016년)

### 라이브 음반
- 〈행복한 사랑은 없네〉 (2023년)

### 참여음반
- 지드래곤 《One Of A Kind》 - 〈Missing You (Feat. 김윤아 of 자우림)〉

## 출연작

### 영화
- 《열세살, 수아》 (Girl Thirteen, 2007년)
- 《그때 그 사람들》 (The President's Last Bang, 2004년)
- 《인터뷰》 (Interview, 2000년)
- 《아야와 마녀》 - 아야의 어머니 역 (목소리)

### 드라마·시트콤
- OCN 《보이스》
- MBC 《베스트극장 - 드리머즈》
- MBC 《남자 셋 여자 셋》

### 텔레비전 프로그램
- EBS1 《애니토피아》 MC
- MBC 《수요예술무대》 공동 MC
- KBS2 《4.3특별기획 뮤직 다큐멘터리 - 김윤아의 제주도》 내레이션
- SBS 《김윤아의 뮤직웨이브》 MC
- 엠넷 《마담 B의 살롱》 MC
- EBS1 《시네마 천국 - 판타스틱 냉장고》《스페이스 공감 629회 - 김윤아, 31만 5360시간의 흔적》
- 엠넷 《마담 B의 살롱 시즌2》 MC
- MBC 《네 마음을 보여줘》 파일럿 MC
- MBC 《스타오디션 위대한 탄생》 멘토
- MBC 《서바이벌 나는 가수다》
- 스토리온 《슈퍼커플 다이어리》 김윤아-김형규 부부 동반 출연
- 올'리브 《원나잇 푸드트립》
- MBC 《듀엣가요제》
- SBS 《더 스테이지 빅 플레저》 MC
- SBS 《DJ쇼 트라이앵글》 MC
- OLIVE 《밥블레스유 2》 - 14회 (2020년)
- MBC 《황금어장 라디오스타》
- MBC 《심야괴담회》 - 41회, 66회 게스트 (2022년)

### 라디오 (진행)
- KBS 2라디오 《FM인기가요》 DJ
- MBC FM4U 《밤의 디스크쇼》 DJ
  - 1998년에 이 프로그램을 진행했으며 이때의 라디오 로고송은 2.5집의 B-side가 쓰였다.

### 광고 내역
- 마리끌레르
- 행텐
- 농심켈로그 프링글스
- 롯데칠성음료 (펩시·실론티)
- LG생활건강 (페리오치약)
- 일동제약 (비오비타)
- 삼성전자 빌트인 (남편 김형규와 동반 출연)
- 큐원 (프리믹스)
- 한국코카콜라
- 현대자동차 (PYL)
  - 목소리 출연

## 수상
- 2004년 제36회 오늘의 젊은 예술가상
- 2004년 Mnet KM 뮤직비디오 페스티벌 심사위원 특별상
- 2004년 KBS 바른 언어상 아름다운 노랫말 부문
- 2011년 제8회 한국대중음악상 네티즌선정 음악인 여자 아티스트 부문

## 홍보대사

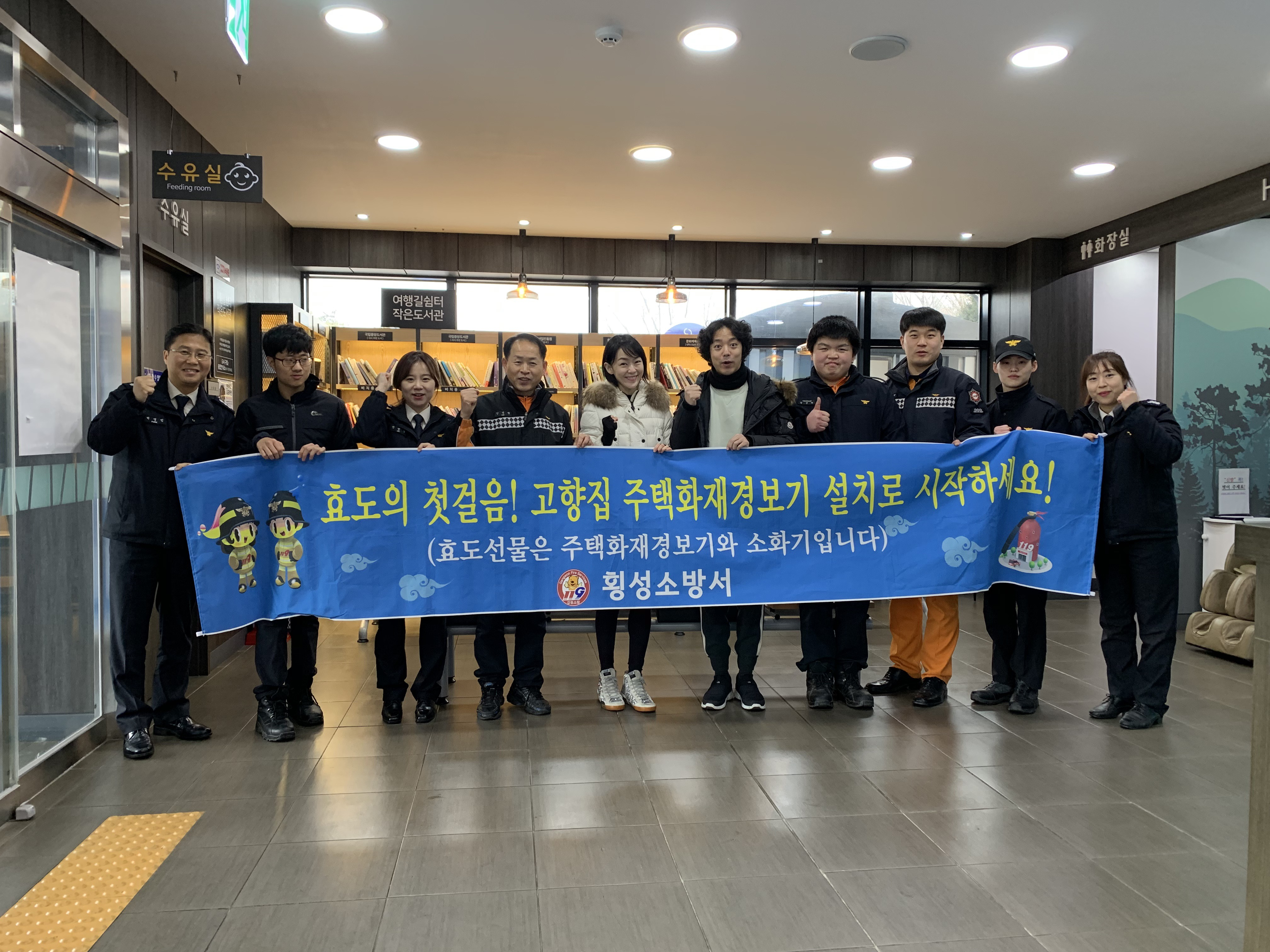
주택용 소방시설 선물하기 캠페인 (횡성휴게소)

- 2009년 세이브 더 칠드런 홍보대사
- 2011년 공정무역 초콜릿 홍보대사

## 논란

### 후쿠시마 처리수 방류 비난 논란
2023년 8월 24일 일본의 후쿠시마 원전 처리수 방류와 관련하여 윤석열 정부들어 연예인으로는 처음으로 자신의 SNS에 오염수 방류에 대해서 강한 분노를 표출했다.

며칠 전부터 나는 분노에 휩싸여 있었다
블레이드러너 + 4년에 영화적 디스토피아가 현실이 되기 시작한다. 방사능비가 그치지 않아 빛도 들지 않는 영화 속 LA의 풍경. 오늘 같은 날 지옥에 대해 생각한다

김윤아의 게시글에 공감하는 글도 있으나 일부 보수 누리꾼들은 경솔한 발언이라며 비판을 글을 남겼다.
전여옥 전 새누리당 의원은 김윤아를 비판하는 글을 자신의 블로그에 남겼는데 김윤아는 2016년 일본 먹방을 다니면서 즐거웠던 순간들을 자신의 SMS에 올렸다. 김윤아와 이런 괴담을 퍼트리는 자들의 말대로라면 그때는 한창 후꾸시마 오염수로 일본이 난리가 났었어야 했다.
 2016년 ‘일본 먹방러 김윤아’와 2023년 ‘후쿠시마 지옥 김윤아’는 같은 사람인가
‘제2의 문재인’이 목표인지, ‘제2의 청산규리’가 롤모델인지 몹시 궁금하다

또한 정유라 씨도 김윤아를 향해 "깨시민 코스프레하는 연예인"이라며 비난하였다. 일본인은 뭐 단체로 방사능 면역이라도 있는 건가"라며 "이 간단한 질문에 답도 못하면서 '몰라 아무튼 해양오염 일본 전범' 이러면 장땡인 거냐"고 비판했다. 그는 또 "나라가 무슨 행동을 할 때는 자국민의 이익이라는 게 있어야 할 텐데, (일본이) 지구를 오염시킬 정도의 오염수를 자기네 나라 앞 바다에 푸는 게 대체 무슨 이득이 있겠나"라며 "일본인은 생선 안 먹고 일본에는 비 안 오냐"고 반문했다.